# آلفا و اومگا

آلفا و اومگا (انگلیسی: Alpha and Omega) یک فیلم به کارگردانی آنتونی بل است. از بازیگران آن می‌توان به جاستین لانگ و هیدن پنیتیر اشاره کرد.
داستان:     دو گرگ آلفا و امگا دوستان همدیگر هستند هافری که گرگ نر امگا است عاشق کیت گرگ ماده آلفا میشود اما به شانس بد او که یک امگا است و نمی‌تواند با آلفا ازدواج کند.
رهبران دو قبیله گرگ‌ها باهم بر سر گرفتن جنگل دچار اختلاف میشوند اما آنها به توافق میرسند و تصمیم میگیرن که پسر و دختر خودشان را به ازدواج درآورند که کیت دختر این ماجراست.
این قضیه باعث می‌شود که هافری نگران شود او هرکاری میکند تا این ازدواج صورت نگیرد اما موفق نمی‌شود.
سرانجام چند نفر از آدما هافری و کیت رو که باهم درحال حرف زدن بودند بیهوش میکنند و به یک دشت دیگه می‌فرستند.
آنها در آنجا با دو پرنده آشنا می‌شوند ، و از آنها می‌خواهند تا راه خونه رو نشون دهند .
بلاخره کیت و هافری با کمک گرفتن از پرنده ها موفق می‌شوند با  قطار خودشان را به جنگل برسانند .
و در همین سفر پر ماجرا هافری موفق می‌شود دل کیت رو بدست آورد.
سرانجام ازدواج کیت با هافری انجام میشود و...